# Уестморланд
Уестморланд (на английски: Westmorland) е историческо графство в Северозападна Англия с административни функции от XII век до 1974 г., когато заедно с Къмбърланд и части от Северен Ланкашър е включено в Къмбрия. Той дава името си на област Уестморланд и Фърнес, която обхваща по-голяма площ от историческото графство.